# ФК Фолу
ФК Фолу (на норвежки: Follo Fotballklubb, Фолу Фотбалклуб) е норвежки футболен клуб, базиран в град Ши. За първи път се състезава във второто ниво на норвежкия футбол Адеколиген от сезон 2010 г. след като завършва на първо място във Втора дивизия през 2009 г. Играе мачовете си на стадион Ши.